# 메시에 96
M96은 사자자리에 위치한 중간나선은하이다.
1781년 프랑스의 천문학자 피에르 메셍에 의해 발견되었다. 프랑스의 천문학자 샤를 메시에가 4일 뒤 이 발견을 확인했고 성운체 분류에 추가했다.

## 같이 보기
- 메시에 천체